# Lac aux mille lanternes (métro de Foshan)
Lac aux mille lanternes, ou Lac Qiandeng (chinois simplifié : 千灯湖 ; chinois traditionnel : 千燈湖 ; pinyin : qiāndēng hú, en anglais : Qiandeng Lake), est une station de passage de la ligne Guangfo du métro de Foshan. Elle se situe dans le district de Nanhai, la ville de Foshan, la province de Guangdong, en Chine. La station porte le nom d’un lac artificiel du même nom à proximité,,.

## Situation sur le réseau
Établie en souterrain, la station Lac aux mille lanternes se situe entre Leigang, en direction du Nouveau centre-ville de l‘est, et la Zone financière de haute technologie, en direction de Lijiao (zh).

## Histoire
Cette station est parmi les stations planifiées pendant la planification initiale en 2002. Son nom préliminaire fut «Route Haiba» (chinois : 海八路). En 2008, elle est renommée «Lac aux mille lanternes».
Le 28 et le 29 octobre 2010, la station ainsi que la 1re phase de la ligne Guangfo effectuait un essai, pendant quel les passagers voyageaient gratuitement. Le 3 novembre, la station est mis en service formellement.

## Services aux voyageurs

### Accès et accueil
Lac aux mille lanternes dispose quatre bouches:
|        |                                        |                                                                   |
| Sortie | Accessibilité                          | Destinations les plus proches                                     |
| A      | Surface podotactile Escalier mécanique | Arrêts d’autobus                                                  |
| B      | Surface podotactile Escalier mécanique | Arrêts d’autobus                                                  |
| C      | Surface podotactile Escalier mécanique | Parc du lac aux mille lanternes Centre commercial Arrêt d’autobus |
| D      | Ascenseur Escalier mécanique           | Arrêts d’autobus                                                  |

### Desserte
Lac aux mille lanternes dispose d'un quai central, se situant au-dessous du route Guilan, encadré par les deux voies de la ligne.

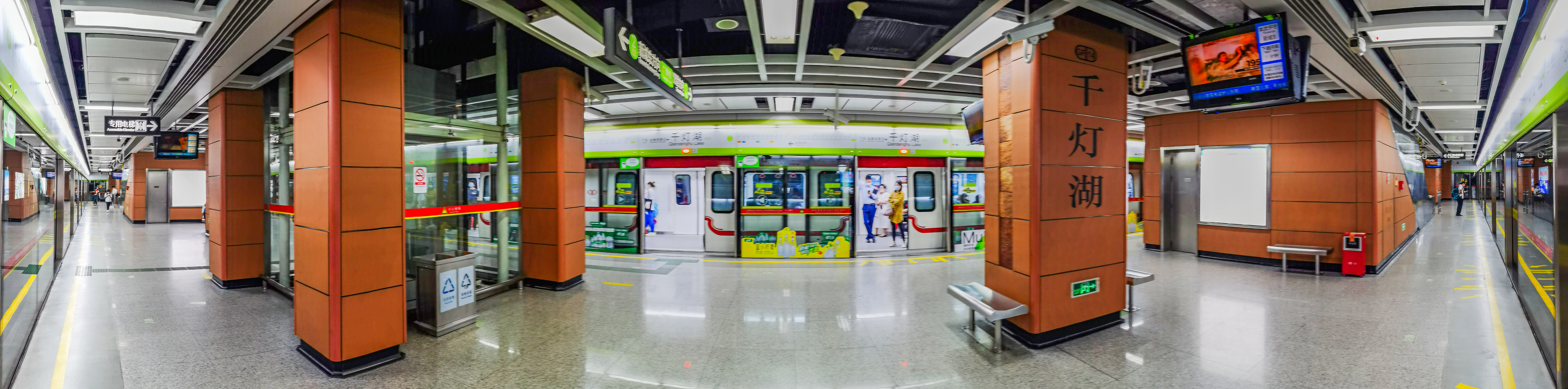
Le plate-forme en 2020.